# NGC 386
NGC 386 је елиптична галаксија у сазвежђу Рибе која се налази на NGC листи објеката дубоког неба.
Деклинација објекта је + 32° 21' 45" а ректасцензија 1h 7m 31,2s. Привидна величина (магнитуда) објекта NGC 386 износи 14,5 а фотографска магнитуда 15,5. NGC 386 је још познат и под ознакама MCG 5-3-57, CGCG 501-88, ARAK 27, 4ZW 38, Z 0104.8+3205, VV 193, ARP 331, NPM1G +32.0045, PGC 3989.